# Lipscomb County
Lipscomb County er et county i den amerikanske delstat Texas.
36°17′N 100°16′V / 36.28°N 100.27°V